# Dimitrie Cantemir

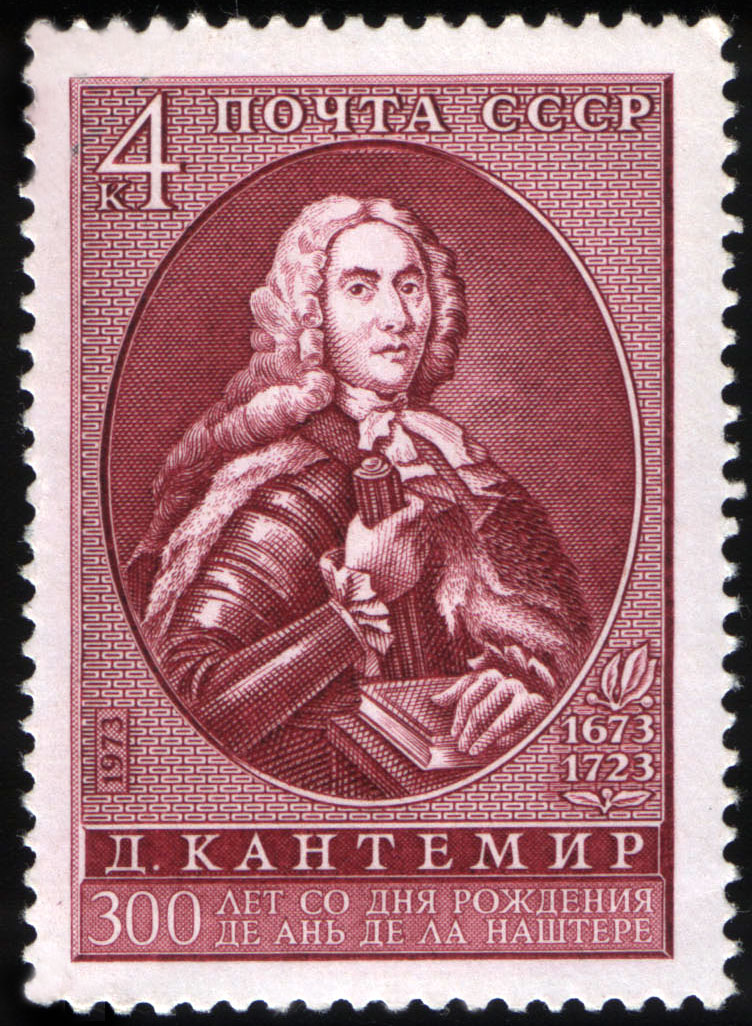
Sovjetiskt frimärke, Dimitrie Cantemir, 1973 (Michel 4175, Scott 4132)

Dimitrie Cantemir, född 26 oktober 1673, död 21 augusti 1723, var en rumänsk härförare, filosof, historiker, geograf och kompositör. Han var far till Antioch Kantemir och Maria Cantemir.
Cantemir blev 1709 hospodar i Moldova och stod under en tid i sådan gunst hos Höga porten, att han 1710 befriades från all tribut och erhöll löfte om hospodarvärdigheten i Valakiet. Genom kriget mellan Osmanska riket och Ryssland hamnade han i en svår sits, men han beslutade snart att övergå till sin trosförvant tsar Peter den stores sida och slöt i april 1711 ett fördrag med denne, vilket å ena sidan gav ryssarna militär dispositionsrätt över Moldova men å andra sidan tillförsäkrade honom detta som suveränt och ärftligt furstendöme eller (i händelse av ogynnsam krigslycka) förläningar och pension i Ryssland. Händelserna tvingade honom att välja det senare alternativet, och han erhöll senare rysk furstetitel och senatorsvärdighet. 
Cantemir var en bildad och lärd man, väl hemmastadd i persiska och turkiska språken, följde 1722 med Peter de store på fälttåget till Persien samt var denne behjälplig med författande av proklamationer på nämnda språk. Hans andra gemål, furstinnan Anastasija Trubetskaja, var uppfostrad i Sverige. Cantemir författade bland annat en Historia de ortu et defectione imperii turcici.